# Немецкая народная партия
Немецкая народная партия (ННП, нем. Deutsche Volkspartei, DVP) — национал-либеральная партия в Германии периода Веймарской республики, созданная на основе умеренного крыла Национал-либеральной партии Германии (нем. Nationalliberale Partei, сокр. NLP). ННП была основана в ранний период существования Веймарской республики и наряду с леволиберальной Немецкой демократической партией (НДП) представляла либеральный фланг германской политической сцены в период с 1918 по 1933 год. Название партии отсылает к немецкому народничеству (фёлькише), которое, в отличие от российского народничества, характеризовалось радикальным этническим национализмом и элитаризмом (это противопоставлялось французскому либерализму). 
Немецкая народная партия представляла интересы немецких промышленников и малых предпринимателей (в основном городских). В своих программных установках партия выступала за христианские семейные ценности, светскую систему образования, снижение тарифов, отрицательное отношение к расходам по социальному обеспечению и субсидиям аграрного сектора экономики. ННП также была свойственна враждебность по отношению к марксистской идеологии (это касалось не только коммунистов, но и немецких социал-демократов, которые отказались от марксизма только в Годесбергской программе 1959 года).
В качестве одного из основателей партии выступил политик Густав Штреземан, рейхсканцлер (1923) и рейхсминистр иностранных дел (1923—1929), который возглавлял ННП вплоть до своей смерти в 1929 году. За исключением первого и второго кабинетов Йозефа Вирта (1921—1922), ННП была представлена во всех правительствах Веймарской республики с 1920 по 1931 год.

## Идеология
Как и Национал-либеральная партия Германской империи, Немецкая народная партия считала себя прежде всего либеральной и в меньшей степени демократической партией, полагая, что защита свободы личности от вмешательства государства важнее, чем исполнение решений большинства против интересов отдельных лиц. В ННП считали, что индивидуум, который квалифицируется посредством самоприобретённого образования и имущества, лучше знает, что важно для него и, следовательно, для общества как суммы всех индивидуумов, чем чисто количественная масса. С другой стороны, они призывали интеллектуальную и экономическую элиту измерять свои действия моральными нормами и служить обществу из чувства ответственности.

## История

### Основание

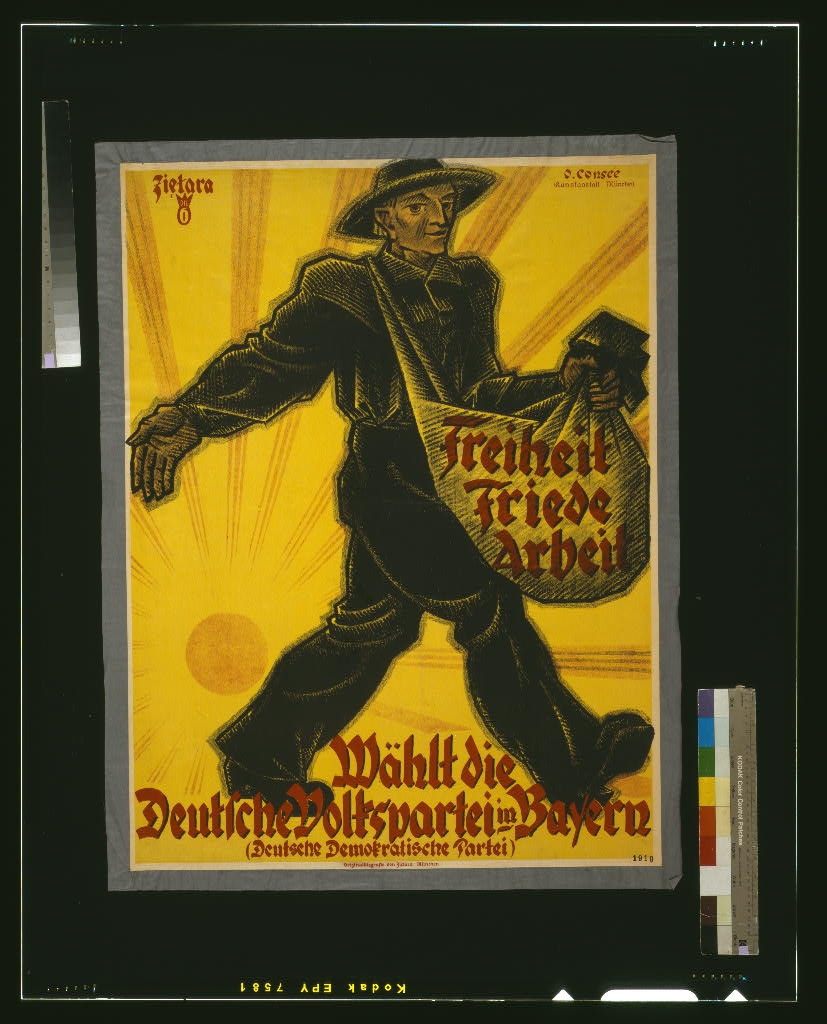
Плакат Немецкой народной партии, 1919 г.

После Ноябрьской революции и падения монархии партийная система в Германии первое время оставалась более или менее неизменной. Это произошло потому, что сохранялась «социально-моральная» среда (группы, разделяющие общую религию, социальный статус, культуру и т. д.). Две ведущие либеральные партии, Национал-либеральная и Прогрессивная народная, прилагали большие усилия, чтобы преодолеть исторический раскол между «демократами» и «либералами» и сформировать крупную буржуазно-демократическую партию. Главными движущими силами сближение выступали Ялмар Шахт, Альфред Вебер и Теодор Вольфф.
Лидеры обеих партий, Густав Штреземанн (национал-либерал) и Отто Фишбек (прогрессист) также говорили о таких возможностях. Переговоры между двумя партиями начались 15 ноября 1918 года, всего через шесть дней после революции, и в тот же день была согласована программа, что потребовало значительных уступок от национал-либералов, в частности, им пришлось согласиться с республикой как будущей форме правления. 16 ноября представители обеих партий опубликовали призыв к созданию Немецкой демократической партии. Впервые казалось возможным объединение буржуазных, внеконфессиональных сил в Германии. Когда Штреземан спросил Альфреда Вебера, может ли он быть включён в исполнительный комитет новой партии, тот выразил обеспокоенность тем, что Штреземанн известен как политик-аннексист; однако против его участия и выдвижения кандидатуры в Веймарское национальное собрание ничего нельзя было сказать.
Именно неготовность левых либералов принять Штреземана как одного из лидеров объединённой партии привела к провалу дальнейших переговоров о слиянии 18 и 19 ноября 1918 года; основная масса национал-либералов не была готова отказаться от своего лидера. 20 ноября Штреземан вместе с экономистом Робертом Фридбергом, депутатом Паулем Фогелем и промышленником Отто Хуго опубликовали призыв к формированию Немецкой народной партии, которая была окончательно основана 15 декабря 1918 года постановлением Центрального исполнительного комитета предыдущей Национал-либеральной партии. Решение о создании ННП было принято 33 голосами за, 28 членов ЦИК проголосовали против. При этом национал-либералы с самого начала не рассматривали себя как вновь созданную партию, а просто как реорганизованную Национал-либеральную, о чём сказал Штреземан на партийном съезде в Кёльне в 1926 году. В период с 20 ноября и до 15 декабря были предприняты ряд попыток достичь соглашения с НДП о слиянии, но они не увенчались успехом. Председателем ННП стал Штреземан, который и возглавлял партию до своей смерти в 1929 году.
Члены и сторонники ННП по большей части принадлежали к средним и высшим слоям общества, представляя в основном праволиберальную и умеренно-консервативную часть богатого образованного среднего класса, государственных чиновников и прочих служащих, а также мелких предпринимателей, которые во времена Германской империи объединилась вокруг Национал-либеральной партии.

### Строительство и консолидация
Хотя ННП изначально отвергла Веймарскую конституцию, с 1920 по 1931 год она входила почти во все правительства, тем самым участвуя в совместной работе по строительству республики, несмотря на неприятие республики как формы правления. В основном это было связано с позицией Штреземана: хотя он и был монархистом, но осознавал, что возвращение к монархии может быть достигнуто только через путч, за которым следует гражданская война, а этот путь он решительно отвергал. 
Участие в кабинетах Веймарской республики не мешало Народной партии критиковать партнёров, в том числе за Версальский договор и связанные с ним репарации, а также налоговую политику члена партии Центра Маттиаса Эрцбергера. Однако, в отличие от Немецкой национальной народной партии, ННП сочетала критику с системными предложениями по реформам. Неудивительно, что партия, как и её председатель Штреземан, заняли неоднозначную позицию во время Капповского путча, выступив против насилия, но не против путчистов. Только когда стало очевидно, что путч провалился, были предприняты попытки посредничества между путчистами и правительством. Первое время подобная политика приносила свои дивиденды. На выборах в Рейхстаг 1920 года ННП смогла набрать почти 14 % голосов, утроив свои результаты по сравнению с выборами 1919 года, в то время как партии Веймарской коалиции (СДПГ, Партия Центра и НДП) потеряли своё ранее подавляющее большинство. В то время в Народной партии состояло около 800 000 членов.
В июне 1920 года Народная партия впервые вошла в правительство рейха. После того как СДПГ понесла значительные потери на выборах и перешла в оппозицию, её прежние партнеры по коалиции — Католический центр и леволиберальная Демократическая партия, также потерявшие значительное количество голосов в пользу правых партий, сформировали вместе с Народной партией правительство меньшинства, при условии, что ННП будет защищать республику. В мае 1921 года ННП покинуло правительство Рейх, но поддержала кабинет центристского политика Йозефа Вирта, который ознаменовал собой возрождение Веймарской коалиции. В ноябре 1922 года ННП приняла участие в правительстве беспартийного рейхсканцлера Вильгельма Куно. Правительство меньшинства (партии, представленные в нём, имели лишь 172 из 459 мест в рейхстаге) с самого начала испытывало сильное давление справа и слева, тем более что политическая ситуация (оккупация Рура и гиперинфляция) затрудняла управлять. После того, как правительство Куно рухнуло в результате борьбы за Рур, Штреземан сформировал «Большую коалицию» с социал-демократами, центристами и демократами. Это было единственное правительство Германии, возглавляемое Народной партией. Хотя Штреземан возглавлял кабинет только в течение трёх месяцев, поскольку был отстранен от должности из-за ситуации в Руре, за это короткое время были предприняты первые шаги по консолидации Веймарской республики. Несмотря на ожесточённые атаки со стороны НННП, «пассивное сопротивление» оккупации Рура было прекращено, а с введением рентной марки 15 ноября 1923 года было покончено с гиперинфляцией.
На выборах в рейхстаг в мае и декабре 1924 и в 1928 году ННП не смогла повторить результат 1920 года, она всё же регулярно входила в пятёрку крупнейших партий рейхстага. С августа 1923 года и вплоть до своей смерти Штреземан бессменно занимал пост министра иностранных дел. Он много работал, чтобы положить конец внешнеполитической изоляции Германии и добиться мирного пересмотра Версальского договора. Так, он сыграл решающую роль в реализации плана Дауэса в 1924 году и в заключении Локарнских договоров 1925 года. Локарнские соглашения заложили основу для улучшения дипломатического климата в Западной Европе во второй половине 1920-х годов, что позволило Германии получить статус постоянного члена Лиги Наций в 1926 году и привело к выводу иностранных войск из Рейнской области в 1930 году.
Во внешней политике партия выступала за взаимопонимание с державами Антанты. Министр иностранных дел Штреземан признавал глобальные изменения, произошедшие после Первой мировой войны и взаимозависимость мировой экономики. После смерти Штреземана в октябре 1929 года его преемником в министерстве иностранных дел стал предыдущий министр экономики Юлиус Курциус. Согласно Андреасу Рёддеру, ревизионизм Штреземана уступил место ревизионизму переговоров, однако, преемник Штреземана по-прежнему собирался добиваться своих целей мирным путём.

### Спад и роспуск
Уже в 1920-е годы существовала внутренняя оппозиция Штреземану, особенно вокруг промышленного магната Гуго Стиннеса. Они стремились к более тесному сотрудничеству с националистической консервативной Немецкой национальной народной партией (НННП). Бывший рейхсминистр экономики Иоганн Беккер вместе с другими представителями правого крыла, такими как предприниматель Альберт Фёглер, в 1924 году основал Национал-либеральную партию, которая уже в 1925 году присоединилась к НННП. После смерти Штреземана в октябре 1929 года председателем партии стал Эрнст Шольц и ННП заметно поправела. В Тюрингии, например, она вошла в правительство Баума-Фрика, первое земельное правительства с участием НСДАП. Несмотря на поправение, ННП всё ещё продолжала сотрудничество с центристскими силами. В марте 1931 года ННП была представлена в первом кабинете центриста Генриха Брюнинга. Одновременно с этим продолжался наметившийся после выборов 1928 года спад популярности ННП. На выборах в рейхстаг 14 сентября 1930 года партия стала лишь шестой по голосам. Умеренный лидер партии Шольц, у которого также было слабое здоровье, в конце концов был вынужден уйти в отставку и в ноябре 1930 года уступил место гессенцу Эдуарду Дингельдею. Этот, представитель молодого поколения, пытался стать посредником между партийными крыльями, надеясь вновь сплоить партию и возродить её. Однако партия стремительно теряла свой электорат в пользу НСДАП.
Выборы в июле и ноябре 1932 года показали, что ННП не может соперничать с НННП и НСДАП за правоконсервативный электорат. Наоборот: многие представители либерального крыла, а также большое количество членов профсоюза служащих, которые сознательно сделали выбор в пользу ННП из-за ухода Альфреда Гугенберга из НННП, покинули Народную партию, разочаровавшись в ней.
В то время как заместитель председателя ННП Отто Хуго уже весной 1933 года призвал к полному переходу партии в НСДАП, Дингельдей отказывался сделать это. Только после того как национал-социалисты пригрозили ему личными последствиями, он 4 июля 1933 года объявил о самороспуске Немецкой народной партии.

### После 1933 года
После окончания Второй мировой войны бывшие члены Немецкой народной партии приняли участие в создании Свободной демократической партии, ХДС и Немецкой партии в западных землях, а также Либерально-демократической партии в восточных.

## Организационная структура
Немецкая народная партия состояла из земельных комитетов (Landesausschuss) по одной на землю.
Высший орган — национальный съезд (Reichsparteitag), избиравшийся окружными съездами, между национальными съездами — национальное правление (Reichsvorstand), избиравшееся национальным съездом, высшее должностное лицо — национальный председатель (Reichsvorsitzender), также избиравшийся национальным съездом.
Молодёжная организация — рейхсюгенд.

## Участие в выборах

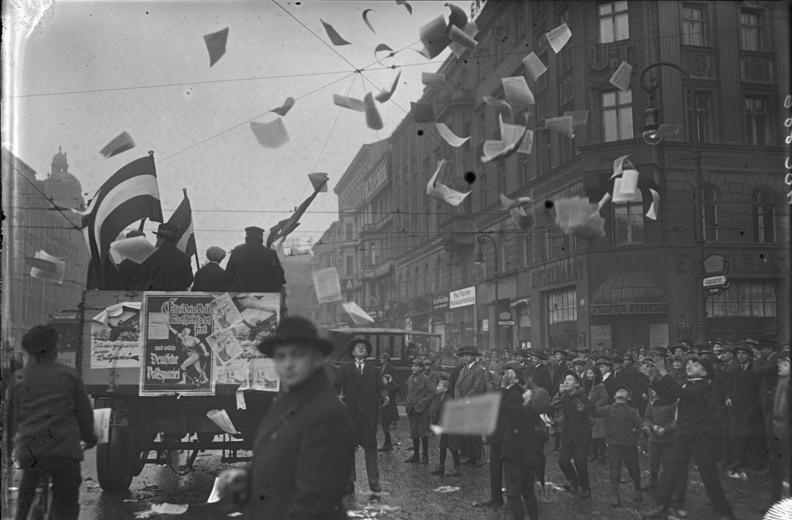
Предвыборная кампания Немецкой народной партии перед выборами в рейхстаг в декабре 1924 года

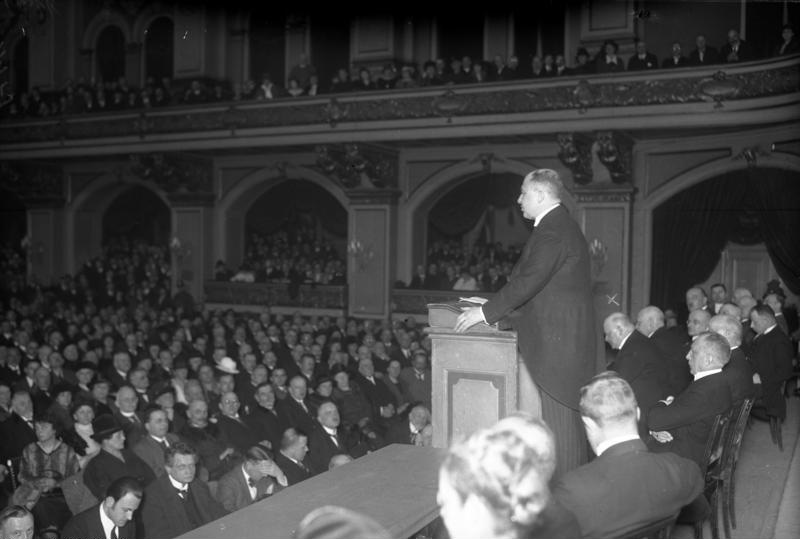
Кандидат в президенты Карл Яррес произносит свою первую предвыборную речь 18 марта 1925 года в Берлинской филармонии.

Федеральные выборы (выборы в рейхстаг)
| Выборы        | Место | Голоса    | %       | Δ (п.п.) | Мандаты   | Δ     | %       | Δ (п.п.) |
| ------------- | ----- | --------- | ------- | -------- | --------- | ----- | ------- | -------- |
| 1919          | 6-е   | 1 345 638 | 4,43 %  | дебют    | 19 из 423 | дебют | 4,49 %  | дебют    |
| 1920          | 4-е   | 3 919 446 | 13,90 % | ▲9,47    | 65 из 459 | ▲46   | 14,16 % | ▲9,67    |
| 1924, май     | 5-е   | 2 694 381 | 9,20    | ▼4,70    | 45 из 472 | ▼20   | 9,53 %  | ▼4,63    |
| 1924, декабрь | 4-е   | 3 049 064 | 10,07 % | ▲0,87    | 51 из 493 | ▲6    | 10,35 % | ▲0,82    |
| 1928          | 5-е   | 2 679 703 | 8,71 %  | ▼1,36    | 45 из 491 | ▼6    | 9,17 %  | ▼1,18    |
| 1930          | 6-е   | 1 577 365 | 4,51 %  | ▼4,20    | 30 из 577 | ▼15   | 5,20 %  | ▼3,97    |
| 1932, июль    | 7-е   | 436 002   | 1,18 %  | ▼3,33    | 7 из 608  | ▼23   | 1,15 %  | ▼4,05    |
| 1932, ноябрь  | 7-е   | 660 889   | 1,86 %  | ▲0,68    | 11 из 584 | ▲4    | 1,88 %  | ▲0,73    |
| 1933, март    | 7-е   | 432 312   | 1,10 %  | ▼0,76    | 2 из 647  | ▼9    | 0,03 %  | ▼1,55    |

Выборы в ландтаг Свободного государства Пруссия
| Выборы | Место | Голоса    | %       | Δ (п.п.) | Мандаты   | Δ     | %       | Δ (п.п.) |
| ------ | ----- | --------- | ------- | -------- | --------- | ----- | ------- | -------- |
| 1919   | 6-е   | 981 665   | 5,69 %  | дебют    | 23 из 401 | дебют | 5,74 %  | дебют    |
| 1921   | 4-е   | 2 319 281 | 14,18 % | ▲8,49    | 58 из 428 | ▲35   | 13,55 % | ▲7,81    |
| 1924   | 4-е   | 1 797 589 | 9,78    | ▼4,40    | 45 из 450 | ▼13   | 10,00 % | ▼3,55    |
| 1928   | 5-е   | 1 602 070 | 8,50 %  | ▼1,28    | 40 из 450 | ▼5    | 8,89 %  | ▼1,11    |
| 1932   | 6-е   | 330 745   | 1,50 %  | ▼7,00    | 7 из 423  | ▼33   | 1,66 %  | ▼7,23    |
| 1933   | 6-е   | 242 609   | 1,02 %  | ▼0,48    | 3 из 423  | ▼4    | 0,71 %  | ▼0,95    |

На президентских выборах 1925 года кандидат от ННП Карл Яррес, бывший вице-канцлер и рейхсминистр внутренних дел, получил 38,8 % голосов в первом туре голосования при поддержке НННП и Экономической партии. Во втором голосовании ННП поддержала Пауля фон Гинденбурга против представителя центристов Вильгельма Маркса.

### Электорат
Электоральная база ННП располагалась в основном в крупных и средних городах: на выборах в рейхстаг 1920 года в городах с населением более 10 000 человек она смогла набрать в среднем 13,2 % голосов, в городах с населением менее 2000 жителей получила в среднем лишь 7,2 % голосов. В религиозном отношении ННП была преимущественно протестантской партией. В районах с очень высокой долей избирателей-католиков доля голосов за Народную партию всегда была намного ниже среднего показателя по стране. С другой стороны, чем ниже была доля католиков, тем больше процент за ННП.
Таким образом, электорат Народной партии был аналогичен электорату Национал-либеральной партии Германской империи с точки зрения распределения по вероисповеданию и городскому населению.

## Поддержка в прессе
В отличие от Немецкой демократической партии, которую открыто поддерживали такие крупные либеральные газеты как берлинские Vossische Zeitung и Berliner Tageblatt, ННП получила поддержку только от Kölnische Zeitung, Magdeburgische Zeitung, Tages Rundschau и Königsberger Allgemeine Zeitung. Другие крупные партии ранней Веймарской республики также были в лучшем положении с точки зрения поддержки средств массовой информации: у СДПГ были свои собственные газеты, идеи Партии центра продвигались католическими газетами, а за НННП стояла медиа-империя Альфреда Гугенберга.

## Финансы
Хотя ННП считалась партией крупного промышленного капитала, ей постоянно приходилось испытывать финансовые проблемы. В то время как НДП могла полагаться в первую очередь на компании в Берлине и Гамбурге, особенно в первые годы существования Веймарской республики, рейнско-вестфальская тяжёлая промышленность в основном поддерживала НННП. Только два крупных экономических магната, Гуго Стиннес и Альберт Фёглер, были на стороне Народной партии. Смерть Стиннеса и уход Фёглера из партии в 1924 году значительно сократили финансовую базу ННП.

## Председатели партии
- 1918—1929 — Густав Штреземан (1878—1929), рейхсканцлер (1923) и рейхсминистр иностранных дел (1923—1929).
- 1929—1931 — Эрнст Шольц (1874—1932), рейхсминистр экономики (1920—1921).
- 1931—1933 — Эдуард Дингельдей[нем.] (1886—1942), лидер парламентской группы, глава партии в Гессене.

## Известные члены партии
- Густав Штреземан (1878—1929) — рейхсканцлер (1923) и рейхсминистр иностранных дел (1923—1929), лауреат Нобелевской премии мира 1926 года за заключение Локарнских соглашений.
- Карл Бёме (1877—1940) — депутат Национального собрания и рейхстага.
- Якоб Риссер (1853—1932) — юрист, известен защитой экономических интересов промышленников.
- Эрнст фон Рихтер[нем.] (1862—1935) — административный юрист, государственный чиновник, министр финансов Пруссии (1921—1925).
- Юлиус Курциус[нем.] (1877—1948) — рейхминистр экономики (1926—1929) и рейхсминистр иностранных дел (1929—1931).
- Ханс фон Раумер[нем.] (1870—1965) — рехсминистр финансов (1920—1921) и рейхсминистр экономики (1923).
- Отто Белиц[нем.] (1876—1951) — педагог, общественный деятель, депутат и министр в Пруссии, основатель ХДС в Вестфалии.
- граф Герхард фон Каниц[нем.] (1885—1949) — член Прусского ландтага и рейхстага, будучи беспартийным занимал пост рейхсминистра продовольствия и сельского хозяйства)1923—1926).
- Роберт Фридберг (1851—1920) — экономист, депутат Прусского учредительного собрания.
- Пауль Фогель[нем.] (1845—1930) — депутат ландтага Королевства Саксония, президент II Палаты.
- Отто Хуго[нем.] (1878—1942) — промышленник, лоббист рейнско-вестфальской тяжелой промышленности.
- Гуго Стиннес (1870—1924) — один из крупнейших промышленников Европы первой четверти XX, депутат рейхстага.
- Иоганн Беккер[нем.] (1869—1951) — рейхсминистр экономики (1922—1923).
- Альберт Феглер (1877—1945) — предприниматель, деловой партнёр Гуго Стиннеса.
- Вильгельм Каль (1849—1932) — правовед, профессор церковного права, ректор Гумбольдтовском университете в Берлине (1908—1909), трижды был президент всегерманских конгрессов юристов в 1920-х годах.
- Ханс фон Сект (1866—1936) — генерал-полковник, участник Первой мировой войны, командующий сухопутными войсками рейхсвера (1920—1926).
- Альберт Фридрих Готтлоб Эгельгааф (1848—1934) — немецкий политик, историк и педагог.